# I Wanna Be Loved by You
Pour les articles homonymes, voir I Wanna Be.
Ne doit pas être confondu avec I Wanna be Like You.
Clip vidéo
[vidéo] « Helen Kane - Betty Boop - I Wanna Be Loved By You », sur YouTube
[vidéo] « Marilyn Monroe - I Wanna Be Loved By You », sur YouTube
[vidéo] « Debbie Reynolds - I Wanna Be Loved By You - Three Little Words (film) », sur YouTube
I Wanna Be Loved by You (Je voudrais être aimée par toi, en anglais) est une chanson d'amour américaine, composée par Herbert Stothart et Harry Ruby, avec des paroles de Bert Kalmar, interprétée et enregistrée en single de 1928 par la chanteuse Helen Kane pour la comédie musicale Good Boy de Broadway à New York,,. Sa reprise par Marilyn Monroe pour son film Certains l'aiment chaud de Billy Wilder de 1959, est un des succès internationaux emblématiques de son répertoire,.

## Historique

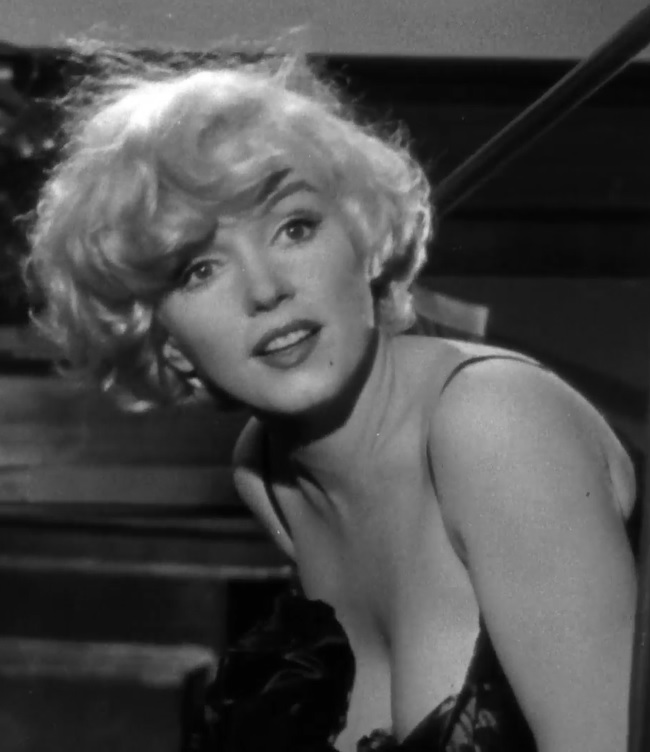
Marilyn Monroe, dans le film Certains l'aiment chaud de 1959.

L'important succès de cette chanson emblématique d'Helen Kane, connue sous le nom de Boop-Boop-a-Doop Girl (avec des paroles scat) inspire la création deux ans plus tard du personnage de dessin animé américain Betty Boop, de Fleischer Studios « Je veux être aimée par toi, juste toi, et personne d'autre que toi, je veux être aimée par toi, seul ! Pooh pooh bee doo!... ». 

## Reprises et adaptations
Ce standard du jazz est repris et adapté par de nombreux interprètes, dont Annette Hanshaw, Eydie Gormé, Rose Murphy, Mary Lynn (vrai nom : Marion Hoffmann, version disco de 1978), Barry Manilow, Annie Cordy, Eddie Murphy, Jean Dujardin, Sinéad O'Connor  (sur l'album Am I Not Your Girl?, 1992), Diane Tell, ou Patricia Kaas...
Pour les besoins d'une émission de télévision de 1985, Michel Berger écrit une adaptation française, Je veux que tu m'aimes, interprétée en duo par le couple Nathalie Baye et Johnny Hallyday, incluse dans la réédition de 2015 de son album Rock'n'Roll Attitude.

## Comédie musicale, cinéma, télévision, musique de film
- 1928 : Good Boy, comédie musicale de Broadway, interpretée par Helen Kane.
- 1930 : Betty Boop, de Fleischer Studios.
- 1931 : Lady, Play Your Mandolin!, film d'animation de Rudolf Ising.
- 1950 : Trois Petits Mots, de Richard Thorpe, interprétée par Helen Kane.
- 1955 : Les hommes épousent les brunes, de Richard Sale, avec Jane Russell.
- 1959 : Certains l'aiment chaud, de Billy Wilder, interprétée par Marilyn Monroe.
- 1985 : The Romance of Betty Boop (en), interprétée par Betty Boop.
- 1985 : Le téléphone sonne toujours deux fois, de Jean-Pierre Vergne, courte adaptation écrite par Les Inconnus, mise en musique par Gabriel Yared, et interprétée en live dans le film par Clémentine Célarié, accompagnée du Trio Arvanitas.
- 1986 : Alvin et les Chipmunks, série télévisée d'animation, épisode Help Wanted: Mommy, interprétée par Les Chipettes.
- 2015 : Rendez-vous à Atlit, de Shirel Amitaï, interprétée dans une voiture par Géraldine Nakache, Judith Chemla et Yaël Abecassis.

## Distinctions
- 2001 : Songs of the Century (chansons du siècle) de la RIAA.
- 2009 : Grammy Hall of Fame Award pour la version interprétée par Helen Kane[8].